# زنبق رنگارنگ
زنبق رنگارنگ (نام علمی: Iris versicolor) نام یک گونه از سرده زنبق است.